# Reksin
Reksin (Rexin, Putkamer odmienny, albo Święca odmienny) – herb szlachecki używany przez rodzinę pochodzącą z Pomorza. Herb własny rodziny Reksinów, wywodzącej się od Putkamerów, odmiana herbu Putkamer albo herbu Święców.

## Opis herbu
Opis zgodnie z klasycznymi zasadami blazonowania.
W polu błękitnym rybogryf czerwony z ogonem rybim srebrnym. Klejnot: nad hełmem bez korony trzy gwiazdy złote dwie nad jedną. Labry: błękitne, podbite srebrem.

## Najwcześniejsze wzmianki
Bez klejnotu po raz pierwszy herb pojawił się na pieczęci Mikołaja Reksina z 1403 roku. Wydaje się, że był wówczas tożsamy z herbem Święców. Herb w wersji pełnej, ale z rybogryfem w lewo, po raz pierwszy pojawił się na mapie Pomorza Lubinusa z 1618 roku i tzw. "Starym" herbarzu Siebmachera z XVII wieku. Późniejsze herbarze dawały już rybogryfa we właściwym kierunku. Zaliczają się tutaj m.in. prace Elzowa (Pommerscher Adelsspiegel, ok. 1685), Bagmihla (Pommersches Wappenbuch, 1828), Ostrowskiego (1897, 1906), Uruskiego (Rodzina. Herbarz szlachty polskiej, 1916) i Żernickiego (Die polnischen Stammwappen, 1904). Herb znajduje się także na witrażu z 1900 roku w ratuszu w Lęborku, ale gwiazdy są tam srebrne.

## Herbowni
Jako herb własny herb ten przysługiwał tylko rodzinie Reksinów (Rexen, Rexin, Rexyn, Rzechciński).

### Rodzina Reksinów
Rodzina wywodząca się z ziemi słupskiej. Przyjęło się uważać ich za gałąź rodu Putkamerów ze wsi Rzechcino (niem. Rexin). Jego protoplastą może być wzmiankowany w 1341 roku Sulisław z Rzechcina. W latach późniejszych wymieniani są m.in. Mikołaj Reksin w 1403 roku, Herman Reksin w 1460 roku i Jerzy Reksin w 1482 roku. Ten ostatni posiadał Głuszyno, Grapice i Równą, wszystkie w pobliżu Rzechcina. Na początku XVIII wieku Reksinowie kupili dobra w ziemi lęborskiej i podzielili się na trzy linie rodowe. Założyciel jednej z nich, Michał Ernest, był pruskim i polskim wojskowym, w armii polskiej dosłużył ostatecznie stopnia generała porucznika. Utworzył majorat dóbr Gniewino-Wódka. Ostatnim właścicielem tego majoratu był Johann Friedrich Alexander Karl von Rexin zmarły bez męskiego następcy w 1914 roku.